# ポーラスター・スペース
株式会社ポーラスター・スペース（英語: POLAR STAR SPACE Co., Ltd.）は東京都中央区日本橋本町に本社を置く、精密リモートセンシングによるデータ取得に基づきデータソリューションサービスを行うベンチャー企業。北海道大学産学・地域協働推進機構認定の「北大発ベンチャー」。「J-Startup」選出企業。

## 概要
超小型人工衛星を用いて課題解決型事業を展開する2017年に設立されたベンチャー企業。
2017年9月に株式会社リバネス主催の第4回アグリテックグランプリにて「スペクトル計測による農場の超高精度モニタリング」というテーマで最優秀賞およびJT賞を受賞した。
2018年4月には北海道大学から「北大発ベンチャー」の認定を受けている。

## 沿革
- 2017年（平成29年）4月 - 株式会社スペースアクセス設立[4]。
- 2017年（平成29年）9月 - 株式会社ポーラスター・スペースに名称変更[4]。
- 2017年（平成29年）9月 - 株式会社リバネス主催のアグリテックグランプリにて最優秀賞受賞[5]。
- 2018年（平成30年）4月 - 北海道大学から北大発ベンチャーの認定を受ける[3]。
- 2018年（平成30年）6月 - 東京都千代田区から札幌市中央区へ本社所在地変更[4]。
- 2018年（平成30年）7月 - 北洋銀行の北洋SDGs推進ファンド第一号として1,000万円の出資を受ける[6][7]。
- 2019年（令和元年）6月 - スタートアップ企業育成支援プログラム「J-Startup」企業に選出される[8]。
- 2021年（令和 3年）3月 - 本社を東京に移転[4]。
- 2023年（令和 4年）1月 - 本社を千代田区に移転。

## 事業内容
公式ホームページに掲げられている事業内容は以下の通り。
- 超小型衛星・ドローン・地上計測機器等を使用したソリューションの提案
- 超小型衛星・ドローン・地上計測機器等が取得したデータに関する事業
- 超小型衛星及び関連コンポーネントの設計及び製造
- 超小型衛星の打ち上げアレンジメント及び運用支援・受託

人工衛星やドローンに波長可変液晶フィルターを搭載し、多くのスペクトルデータを用いたリモートセンシングを行うことで課題解決を目指す。
特に東南アジア地域におけるバナナやアブラヤシの大規模農園において、植物の生育状況の調査や病気の早期発見など、農業分野における課題解決を目的としている。

## 所在地
- 本社
  - 東京都中央区日本橋本町３丁目２－１４　山一大野ビル4階